# 엘프 (기업)

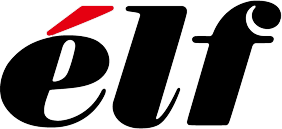

엘프(ELF Corporation, 株式会社エルフ)은 일본의 에로게 스튜디오였다. 가장 인기 있는 게임 중 하나는 선구적인 데이트 시뮬레이션인 동급생 (비디오 게임)이다. 이 게임은 속편이 나와 성인 OVA 시리즈로 제작되었다. 사쿠(-saku) 시리즈의 주요 악당의 캐릭터 디자인이 회사 마스코트이다. 드래곤나이트 시리즈와 같은 롤플레잉 비디오 게임과 YU-NO와 같은 비주얼 노벨 어드벤처 게임으로도 유명하다. 많은 엘프 게임이 성인용 OVA 시리즈로 전환되었다. 엘프 게임 시리즈 중 3개(하급생, 라임색 전기담 및 YU-NO)가 TV 애니메이션 시리즈로 전환되었다.
엘프는 1989년 4월 27일 도쿄에서 설립되었다. 2004년 기준으로 대표이사는 시모다 아츠시(下田篤)이다. 엘프 팬클럽(ElffＦＣ)인 EFC는 활발한 회원을 보유하고 있다. 다른 플랫폼용 게임 엔진을 재창조하는 것을 목표로 하는 프로젝트가 있다. 27년 만에 2015년 10월 회사가 폐업한다고 발표되었다. 일부 게임은 DMM 게임스에서 다시 출시되었다.

## 같이 보기
- 미소녀 게임
- 에로게 목록

## 참고문헌
- Information is provided by ELF via the eNN, ELF News Network (eNNニュース).